# 戴名世
戴名世（1653年—1713年），字田有，一字褐夫，號藥身，又號懮庵。安徽桐城人，人称南山先生，又稱“潛虛先生”，清朝文學家。為“桐城派”的奠基人之一。康熙四十八年榜眼，因文字獄“南山案”被斬。

## 生平

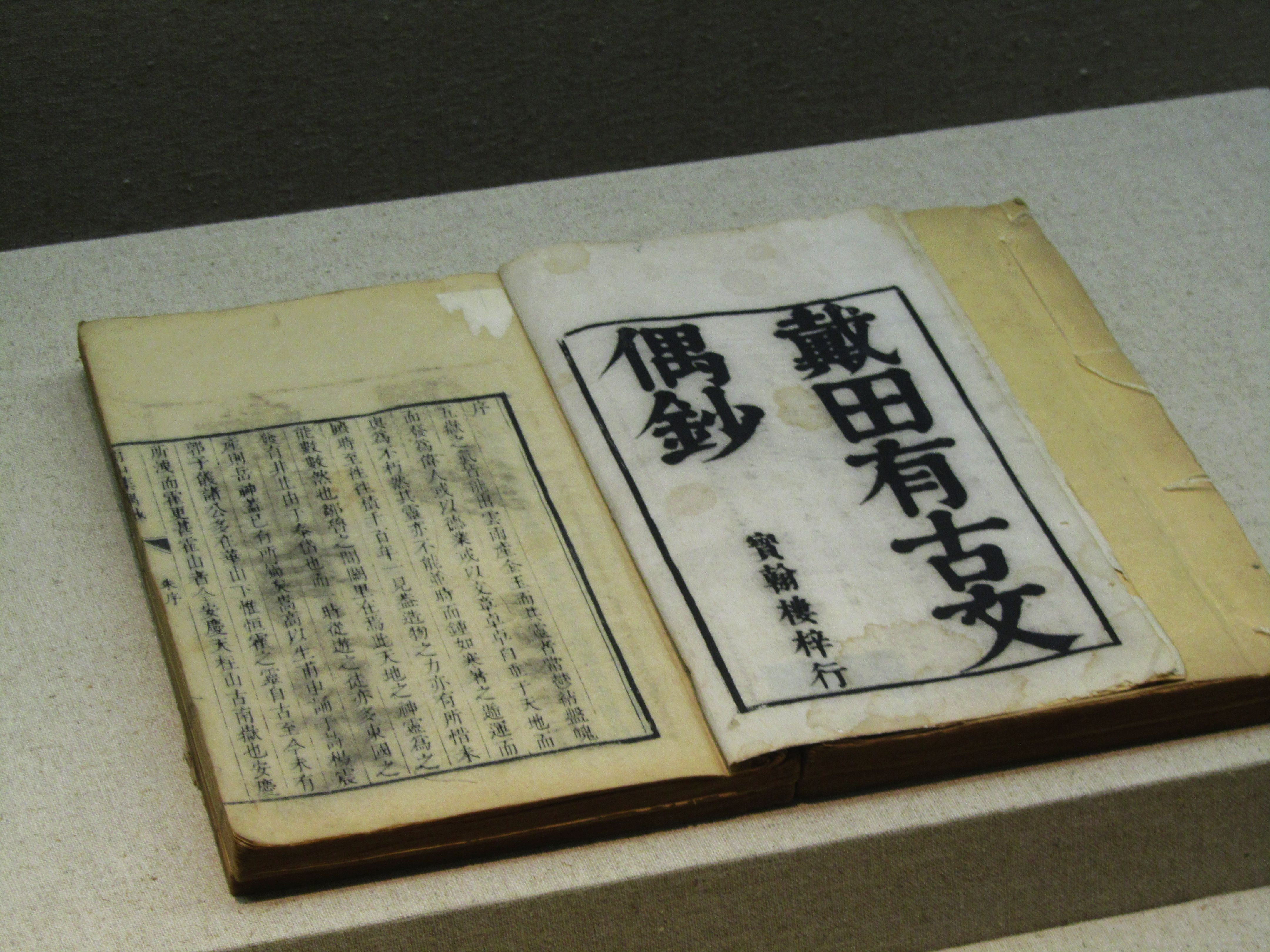
戴名世所著《南山集偶抄》，藏于合肥安徽博物院。

桐城派文學家之一，20歲養親，27歲所作八股文為天下傳。
清康熙二十二年（1683年）應試，康熙二十五年（1686年）由貢生入京師國子監，“諸公貴人畏其口，尤忌嫉之”。太學諸生皆稱為“狂士”，著有《南山集》。
康熙四十八年（1709年）己丑科殿試，與趙熊詔爭魁，熊詔取狀元，名世榜眼。燕京有科舉不公之說。
康熙五十年（1711年），戴名世《南山集》中據桐城方孝標所撰《滇黔紀聞》一書對南明諸君王寄以同情，並書南明永曆帝之年號，遭人發現。仇家趙熊詔之父左都御史趙申喬得此機會，參名世「為書狂悖」，戴名世因此文字獄而被康熙帝處決於菜市口法場，史稱“南山案”。雍正帝對此事發表評論：「雖皆非臣子之所宜言，實無悖逆之語，當時刑部復旨，亦未謂此外更有違礙之詞，故亦以為冤。」
戴名世後歸葬故里，墓碑不書本名，曰“戴南山墓”。

## 著作
後世戴均衡搜集戴名世遗篇，編为《戴南山先生全集》，並於《南山集目录序》稱：“余读先生之文，见其境象，如太空之浮云，变化无迹；又如飞仙御风，莫窥行止。謂其可直追莊周、李白、司馬子長；……足与望溪齐名”。
戴名世與方孝標同為桐城派散文先驅，只是由於身陷逆案，後世方苞、姚鼐等人於祖述桐城派淵源時均不敢對其人有所涉及。一般認為安徽全椒人吳敬梓的《儒林外史》中出現的明初詩人高啟和《高青丘集詩話》一書，即影射清初戴名世與南山集一案。

## 延伸阅读
[在维基数据编辑]
 《清史稿/卷484》，出自趙爾巽《清史稿》
 在维基共享资源阅览影像